# Маккеррас, Чарльз
Сэр Алан Чарльз Маклорин Маккеррас (англ. Alan Charles Maclaurin Mackerras, 17 ноября 1925, Скенектади, штат Нью-Йорк — 14 июля 2010, Лондон) — австралийский дирижёр. Рыцарь-бакалавр (1979).

## Биография
Родился в США, родители — австралийцы, отец — инженер-электрик. Их предок Айзек Натан (ок. 1792—1864) был крупнейшим композитором Австралии, «отцом» австралийской музыки.
Чарльз — старший из семи детей.
Родители вместе с Чарльзом в 1927 году вернулись в Австралию. Учился в Сиднее в школе для мальчиков, затем — в частной школе для мальчиков. В Сиднейской консерватории он изучал игру на гобое и фортепиано и композицию, а в начале 40-х поступил гобоистом в Сиднейский симфонический оркестр и стал главным гобоистом симфонического оркестра Сиднея.
После войны в 1946 году решил перебраться в Великобританию. По стипендии Британского совета совершенствовался два года в Пражской музыкальной академии у Вацлава Талиха. В Чехословакии он приобрел не только специальность дирижера, но и глубокую симпатию к местной музыкальной культуре.
В 1948 году вернулся в Великобританию, возглавил Английскую национальную оперу. В 1987—1992 годах возглавлял Национальную оперу Уэльса. Выступал с симфоническим оркестром Би-Би-Си, Филармонией, Чешским филармоническим оркестром, Метрополитен-оперой и другими коллективами. Развивал принципы аутентизма.
В 1990 году приезжал на гастроли в СССР.
Умер 14 июля 2010 года от онкологического заболевания. Будучи болен, продолжал дирижировать; два выступления были запланированы на променадных концертах 25 и 29 июля, которые в итоге были посвящены его памяти.

## Репертуар
Наряду с Бахом, Глюком, Моцартом, Генделем (наиболее известно его исполнение генделевской сюиты Музыка фейерверка и оратории Мессия), Маккеррас дирижировал операми Яначека Енуфа, Катя Кабанова и Средство Макропулоса, операми Артура Салливана, Бенджамина Бриттена, Франсиса Пуленка, симфоническими сочинениями Бетховена, Брамса, Дворжака, Рихарда Штрауса, Сибелиуса, Мартину, Шостаковича.
Среди осуществлённых записей — оперы, симфонические и вокально-симфонические сочинения Яначека (как с чешским текстом, так и в переводе на английский). Записал также произведения Иоганнеса Брамса (все симфонии), Сергея Рахманинова и др.

## Признание и награды
Орден Британской Империи (1974). Посвящён в рыцари (1979). Золотая медаль Чешской республики (1996), Орден Австралии (1997), Орден Кавалеров Чести (2003), Золотая медаль Королевского филармонического общества Великобритании (2005), медаль Artis Bohemiae Amici за вклад в распространение чешской музыки (2010).
По результатам опроса, проведённого в ноябре 2010 года британским журналом о классической музыке BBC Music Magazine среди ста дирижёров из разных стран, среди которых такие музыканты, как Колин Дэвис (Великобритания), Валерий Гергиев (Россия), Густаво Дудамель (Венесуэла), Марис Янсонс (Латвия), Маккеррас занял двадцатое место в списке из двадцати наиболее выдающихся дирижёров всех времён. Введён в Зал славы журнала Gramophone.